# Марк Меций Целер
Марк Ме́ций Це́лер (лат. Marcus Maecius Celer; умер после 101 года) — древнеримский военный и политический деятель, консул-суффект 101 года.

## Биография
Целер происходил из Тарраконской Испании; его отцом, по всей видимости, являлся консул-суффект 81 года Марк Росций Целий, а братом — консул-суффект 100 года Луций Росций Элиан Меций Целер.
В 94 году Целер был легатом одного из сирийских легионов. Поэт Стаций посвятил ему стихотворение в связи с его отъездом в Сирию. В 101 году он занимал должность консула-суффекта.